# Asia Commercial Bank
Die Asia Commercial Bank, auch Asia Commercial Joint Stock Bank (Bankcode: ACB, vietn.: Ngân hàng (Thương mại Cổ phần) Á Châu) ist die größte Privatbank in Vietnam. Ihr Sitz liegt in Ho-Chi-Minh-Stadt. Sie wurde im Juni 1993 von dem Ehepaar Trần Mộng Hùng und Đặng Thu Thủy gegründet. Die Aktie wird seit November 2006 beim Hanoi Stock Exchange (HNX) gehandelt.